# Тит Отацилий Красс (консул)
Тит Отаци́лий Красс (лат. Titus Otacilius Crassus; III век до н. э.) — римский военачальник и политический деятель из плебейского рода Отацилиев, консул 261 года до н. э. Командовал римской армией на Сицилии во время Первой Пунической войны.

## Происхождение
Тит Отацилий принадлежал к плебейскому роду, происходившему из Беневента. В начале III века до н. э. Отацилии породнились с патрициями Фабиями и благодаря этому смогли перебраться в Рим, где вошли в состав нобилитета. Согласно Капитолийским фастам, отец и дед Тита носили преномены Гай и Маний соответственно; его старшим братом был консул 263 и 246 годов до н. э. Маний Отацилий Красс, первым из представителей рода достигший высшей магистратуры.
Когномен «Красс» (Crassus) означает «толстый».

## Биография
В 261 году до н. э. Тит Отацилий стал консулом совместно с патрицием Луцием Валерием Флакком. Ключевую роль при его избрании могла сыграть поддержка его брата, бывшего консулом за год до этих выборов; коллега Тита был сородичем коллеги Мания. В это время продолжалась война с Карфагеном, и коллеги возглавили сицилийскую армию. Благодаря победе, одержанной их предшественниками при Акраганте, Тит Отацилий и Луций Валерий действовали успешно: большая часть городов острова, удалённых от побережья, подчинилась Риму. Остальные же города поддерживали Карфаген, но только из страха перед его флотом.
Источники сообщают, что во время кампании 261 года до н. э. четыре тысячи галлов, служивших в карфагенской армии, решили перейти на сторону Рима из-за невыплаты им жалованья. По данным Иоанна Зонары, карфагенянами командовал Гамилькар Барка (в историографии этот вариант считают недостоверным), согласно Диодору Сицилийскому — Ганнон. Этот военачальник, узнав о планах наёмников, пошёл на хитрость: он пообещал им деньги и отправил за добычей, а сам известил Тита Отацилия через перебежчика, где тот сможет перехватить галлов. Красс окружил этот отряд и полностью перебил. В результате римляне потеряли потенциальное подкрепление и к тому же сами понесли потери.
Во время консульства Тита Отацилия римляне активно строили свой военный флот, вышедший в море уже в следующем году.

## Потомки
У Тита Отацилия был сын того же имени, дважды становившийся претором во время Второй Пунической войны. Его преждевременная смерть остановила расцвет рода. Плутарх называет этого Тита братом Марка Клавдия Марцелла; Ф. Мюнцер делает отсюда вывод, что Тит-старший был женат на вдове одного из Марцеллов, рано умершего. Имя этой матроны неизвестно.